# Trigonodes deliana
Trigonodes deliana là một loài bướm đêm trong họ Noctuidae.